# Jeleń (województwo pomorskie)
Jeleń – wieś kociewska w Polsce, położona w województwie pomorskim, w powiecie tczewskim, w gminie Gniew.
Na południowo-zachodnim krańcu wsi znajduje się skrzyżowanie drogi krajowej nr 91 z drogą krajową nr 90.
| SIMC    | Nazwa            | Rodzaj     |
| ------- | ---------------- | ---------- |
| 0161223 | Gaj              | przysiółek |
| 1037650 | Jeleń Królewski  | przysiółek |
| 1037666 | Jeleń Szlachecki | część wsi  |
| 0161246 | Milanowo         | kolonia    |
| 0161252 | Osady            | kolonia    |

Wieś królewska Jelenie w 1664 roku należała do starostwa gniewskiego. W latach 1975–1998 miejscowość administracyjnie należała do województwa gdańskiego.